# グルーポン・ジャパン
グルーポン・ジャパン（英: Groupon Japan,Inc.）は、かつて存在した日本の企業。東京都渋谷区に本社を置き、共同購入型クーポンを提供していた。米国の企業グルーポン（Groupon）の日本法人であった。

## 沿革
2008年11月に創業された米国 グルーポン（英：Groupon）の日本法人。グルーポンは2010年8月に日本進出を表明。同月、共同購入型クーポンサイトを運営していたクーポッドを買収し、10月1日に社名をグルーポン・ジャパン株式会社へ変更した。2021年6月に解散。

## 年表
- 2008年11月 - 米国でグルーポン社が創業
- 2010年
  - 6月4日 - インフィニティ・ベンチャーズLLPとパクレゼルヴの廣田朋也らにより、グルーポン・ジャパンの前身にあたるクーポッド（Q:pod）株式会社が創業。
  - 7月 - Q:podサービス開始
  - 7月8日 - ミクシィらによるベンチャーキャピタルファンドIVP Fundから2億円の投資を受ける[1]。
  - 8月3日 - 月間売上No.1（1600万円）を達成。
  - 8月18日 - 米国GROUPON社が1000万ドルでクーポッドを買収。
  - 9月1日 - 支払方法にBitCashを導入。
  - 9月27日 - クーポンの売上総額が1億円を突破。
  - 10月1日 - 社名をグルーポンジャパン株式会社に変更。
  - 10月4日 - 本社を渋谷区の住友不動産原宿ビル17F（16階 - 20階の株式会社ミクシィ内）から同区住友不動産渋谷ファーストタワー5Fに移転[2]。
  - 10月27日 - クーポンの売上総額が10億円を突破。
  - 12月 - 全国47都道府県でサービスを展開。
- 2011年
  - 1月 - 「スカスカおせち事件」が起こる。
  - 3月 - 東日本大震災に伴い一時的にサービス停止、義援金募集。
  - 4月1日 - セレージャテクノロジーによる調査で、3月のクーポン売上総額は約4億8,000万円で、3ヶ月連続の売上減。ポンパレに初めて首位を譲る[3]。
  - 7月28日 - 時間限定クーポン「グルーポン・ナウ (Groupon Now!)」を開始。
- 2012年4月2日 - クーポンJPによる調査で、3月のクーポン売上総額がポンパレの約18億円を下回り、初めて首位を譲る[4][5]。
- 2013年8月1日 - 根本啓が代表取締役CEOに就任。
- 2014年
  - 10月31日 - 「おせち・お正月特集」を11月13日より開始すると発表[6]。
  - 11月13日 - 2011年の「スカスカおせち事件」以来、4年ぶりにおせちの販売を再開[7]。
- 2020年9月28日 - 日本市場からの撤退を決定したことが発表され、この日をもってクーポンの販売が終了。購入済みのクーポンも同年12月27日までの使用となり、有効期限がそれ以降のクーポンについては返金する[8][9]。
- 2021年
  - 5月10日 - 共同創業者のインフィニティ・ベンチャーズLLPは成功例として当時を振り返った[10]。
  - 6月15日 - 株主総会の決議により解散[11]。
  - 12月14日 - 法人格消滅[12]

## サービス不提供の完全免責規約
グルーポン社では購入したクーポンについてサービスを保証するものではなく、またトラブルが生じた場合にもグルーポンは一切責任を負わない旨を規約に記載している(利用規約第2条)。

## 不祥事・事件

### iTunesカード配送遅延
2010年8月3日、「月間売上げNo.1（約1,600万円）」「Twitterフォロワー数No.1（1万2,027人/8月3日現在）」「1日のクーポン販売枚数No.1（1万枚）」を達成した。これは7月20日に販売した「iTunesカード1500円を80%OFFの300円で販売」が大きく影響したものである。その後、提供会社のトラブルの影響で商品が購入者の元に届かず、販売日から1カ月後、公式サイトで購入者に謝罪した。

### 偽造クーポン
2010年12月、「たいやき鯛勝」が発行した割引クーポンが偽造され、実際に使用されたという事態が発生。この後のグルーポン側の対応が不十分であり、かつ料金の支払いについても揉めたなどの結果、店の存続まで危ぶまれる状態となり、その結果2011年2月15日にたいやき鯛勝側はグルーポンのクーポン使用中止を決定した。グルーポン側は同クーポン購入者のうち、未使用クーポンの全額返金を行うことにしている。

### スカスカおせち事件
2010年末に横浜市の企業でカフェを経営する「外食文化研究所」が、グルーポン・ジャパンを通して1万円（定価の半額という設定）で販売したおせち料理の宅配（500セット）について、「傷んでいる」「内容が広告写真と違いすぎる」など、多数の苦情が発生した。宅配された料理は箱の容積に比べて内容量が極端に少なく、購入者がこの料理の写真をインターネット上にアップロードしたことで騒動となった。
グルーポン・ジャパンは翌2011年1月5日に謝罪を発表。購入者に対して販売金額の1万500円を返すことと、5,000円相当のお詫び品を送ることを決定した。この件について2011年1月6日までに横浜市や神奈川県・農林水産省が、製造元の外食文化研究所に、衛生面での懸念から立ち入り検査を実行した。2011年1月8日には消費者庁が、外食文化研究所の事情聴取を行うことを決定。
消費者庁は2011年2月22日に、景品表示法の優良誤認及び有利誤認に当たる、として外食文化研究所に措置命令を行うとともに、グルーポン・ジャパンに対し、価格表示（今回の例、20,000円→10,000円で20,000円の根拠無し）が景品表示法違反を惹起することのないように、ウェブサイトの運営に留意するよう要請した。
この事件はグルーポン・ジャパンに対する悪印象を決定づけるものとなり、10年近くが経過した2020年9月末に日本撤退を決定した際の報道でも度々言及された。

### クーポン販売後利用条件変更
2011年1月、グルーポン・ジャパンを通して販売されたランチ50%OFFのクーポンに対し、1000人の共同購入者を集めた後、クーポン販売のページで利用可能時間を平日限定利用可能と訂正した。

### 顧客情報紛失
2011年1月29日、グルーポン・ジャパン社員がバスで移動中、業務用ノートパソコンが入ったバッグを紛失したことを2月4日に公表した。ノートパソコンにはパスワードが設定されていたものの、その中には取引先企業の店舗情報が155件含まれており、またメール本文中に顧客の氏名・電話番号が26件含まれていたという。グルーポン・ジャパンは対策本部を設置し、顧客及び取引先企業に対し、お詫びなど適切な対処を行うことを明らかにした

### 店舗との契約無断変更
2011年2月16日、クーポン掲載後に契約に無かった飲み放題が付加されていたため、店側が訂正を依頼。グルーポン側は、訂正を行うとともに、購入者にメールを送付するため問題ないと回答したものの、実際にはメールが届かず来店時に飲み放題の特典利用を求める客が現れ、店側は事の経緯を話した上で飲み放題の特典をつけた。2月22日にグルーポン側がミスを認め、飲み放題特典分をグルーポンが負担し、店側は全てのクーポン使用者に飲み放題を付加することとなったが、2月25日になってからグルーポン側から「全てのクーポンをキャンセルするので使用済みのクーポン番号を教えて欲しい」との連絡がきた。

### 未契約でクーポン無断販売
2011年2月、ケーキショップが、グルーポンからのダイレクトメールでチーズケーキが半額で販売となっていたことを知り、社員に契約したのか確認したところ、誰も契約をしていなかった。グルーポン側は、「先日のチーズケーキの掲載日が近付いてます。いかが致しましょうか。お返事がなければ提案日通りに掲載します」という内容のメールを店側に一方的に送付し、返事がなかったため、了承も得ずに強行掲載をした。店側がグルーポンに確認したところ、「契約した」という返答のみで、契約書を見せてもらおうとしたところ見せてもらえず、後に確認されたのは打ち合わせ時のメモ紙だけだった。お詫びと取り消しのメールで被害はなかったということになっている。

### 割引クーポン券で客が殺到し赤字に
大阪府東大阪市内の美容室経営会社が2010年11月から、グルーポンで割引チケットを約1,500枚販売し、この際、グルーポン側が「クーポン購入者の20%は実際には利用しない」と説明。ところが、実際にはクーポン購入者がグルーポン側の説明よりも遥かに多い人数で殺到し、赤字が出たとして、グルーポンを相手取り大阪地方裁判所に訴えを起こした。2012年9月3日に同地裁は、グルーポン側が虚偽説明をしたとする原告側の主張について「証拠がない」とし、さらに、クーポン利用客が集中したことについても「予約の調整などで分散させるという手もあったはず」と判断し、原告の訴えを退ける判決を言い渡した。

### 契約より多いクーポンを発行
北九州市の飲食店が、グルーポンと定食が半額になるクーポン500枚を売る契約を結んだが、実際に売られたのは2000枚だった。契約にないクーポン1500枚分の定食を値下げしたことによる損害賠償を求める訴えを2011年12月8日に起こされた。

### 図書
- 斉藤徹『新ソーシャルメディア完全読本 フェイスブック、グルーポン…これからの向き合い方』アスキー・メディアワークス(出版) 角川グループパブリッシング(発売)〈アスキー新書 177〉、2011年1月12日。ISBN 978-4-04-870160-0。
- 日経ビジネス、日経デジタルマーケティング 編著『ソーシャル・ネット経済圏 フェイスブック mixi グリー ツイッター グルーポン モバゲータウン Ameba』日経BP社(出版) 日経BPマーケティング(発売)、2011年1月29日。ISBN 978-4-8222-4840-6。
- アスキー書籍編集部 編『クーポンサイト完全活用ガイド グルーポン、ポンパレ…儲かる！フラッシュマーケティング』アスキー・メディアワークス(出版) 角川グループパブリッシング(発売)、2011年4月12日。ISBN 978-4-04-870313-0。

### 記事
- 「トレンド超流（第21回）グルーポン系サービス 格安料金でプチぜいたくできる、ネットの新サービスが人気」『週刊東洋経済』第6281号、東洋経済新報社、2010年9月11日、151頁、ISSN 0918-5755。
- Andrew Mason「News&Analysis 短答直入 アンドリュー・メイソン グルーポンファウンダーCEO」『週刊ダイヤモンド』第98巻(第38号) (通号 4347)、ダイヤモンド社、2010年9月18日、20頁。
- 「史上最速の成長！ グルーポンとは何者？」『週刊東洋経済』第6287号、東洋経済新報社、2010年10月9日、80-81頁、ISSN 0918-5755。
- 「次世代クーポン グルーポン系大研究」『商業界』第63巻(第14号) (通号 788)、商業界、2010年12月、86-91頁。
  - 「急成長サービスの基本的仕組みから未来予想まで」『商業界』第63巻(第14号) (通号 788)、商業界、2010年12月、86-88頁。
- 「大ブーム！ グルーポンだけじゃない 中国ネット共同購入ブーム入門」『中国news』第5巻(第1号) (通号 43)、日中通信社、2011年1月、30-41頁。
  - 楊正蓮、賀集恵子 訳「新たなビジネスモデルのしわ寄せ 共同購入ブームの打撃はどの産業に?」『中国news』第5巻(第1号) (通号 43)、日中通信社、2011年1月、32-35頁。
  - 楊正蓮、日下爽 訳「グルーポン系サイト激増、中国で1000が乱立 北京の共同購入サイトは世界一の激戦区」『中国news』第5巻(第1号) (通号 43)、日中通信社、2011年1月、38-41頁。
- 「スカスカおせち 「グルーポン商法」に気をつけろ！」『週刊文春』第53巻(第3号) (通号 2609)、文藝春秋、2011年1月20日、144-145頁。
- 吉田浩「レポート&インタビュー グルーポン「おせち問題」で露呈した新興ネットビジネスの落とし穴」『経済界』第46巻(第3号) (通号 936)、経済界、2011年2月8日、46-47頁。
- 「外食文化研究所に景表法に基づく措置命令 消費者庁――グルーポン・ジャパンには適正表示要請 おせち不当表示問題」『公正取引情報』第2268号、競争問題研究所、2011年2月28日、8頁。
- Andrew Mason「敗軍の将、兵を語る アンドリューメイソン氏「米グルーポンCEO（最高経営責任者）」 おせち届かず、すみません」『日経ビジネス』第1581号、日経BP社、2011年3月7日、120-123頁、ISSN 0029-0491。
- 守口剛「ブランドを育てるプロモーション（vol.27）価格訴求型販売促進のイノベーション グルーポンの可能性と課題」『Top promotions販促会議』、宣伝会議、2011年4月、130-133頁。
- 平山賢太郎「グルーポンおせち問題で再注目！ 景表法違反の最新事例と運用動向」『ビジネス法務』第11巻第5号、中央経済社、2011年5月、98-103頁。
- 「グルーポン、ポンパレ、一休マーケット… 共同購入クーポンの光と影」『エコノミスト』第89巻(第34号) (通号 4183)、毎日新聞社、2011年7月26日、78-85頁、ISSN 0013-0621。
  - 高橋みちこ「格安商品で急成長 混乱生じ店側に不満も」『エコノミスト』第89巻(第34号) (通号 4183)、毎日新聞社、2011年7月26日、78-81頁、ISSN 0013-0621。
  - 飯塚真紀子「米国最新事情 店舗の利益薄く 問われる持続可能性」『エコノミスト』第89巻(第34号) (通号 4183)、毎日新聞社、2011年7月26日、82-83頁、ISSN 0013-0621。
  - 伊部和晃「フラッシュマーケティングの手法 消費者の購買意欲を刺激する」『エコノミスト』第89巻(第34号) (通号 4183)、毎日新聞社、2011年7月26日、84-85頁、ISSN 0013-0621。
- 木内智明、會田奈津「株式会社外食文化研究所に対する措置命令及びグルーポン・ジャパン株式会社に対する要請について」『公正取引』、公正取引協会、2011年8月、77-79頁、ISSN 0425-6247。
- 「NewsBeast Business グルーポン快進撃の陰に怪しい数字のマジック」『Newsweek』第26巻(第32号) (通号 1263)、阪急コミュニケーションズ、2011年8月24日、23頁、ISSN 0912-2001。
- 「またやった「グルーポン」今度は顧客から提訴される」『実業界』第991号、実業界、2011年9月、20-23頁。
- 「NewsBeast Business グルーポンがついに市場デビュー」『Newsweek』第26巻(第43号) (通号 1274)、阪急コミュニケーションズ、2011年11月9日、22頁、ISSN 0912-2001。
- 根本啓「経営戦記 おせち事件から3年 カイゼン進めるグルーポン 根本啓 グルーポン・ジャパンCEO」『Boss』第29巻第3号、経営塾、2014年3月、68-71頁。